# ThyssenKrupp
ТиссенКрупп АГ (нем. ThyssenKrupp AG) — один из крупнейших промышленных концернов Германии, официально начал свою работу 17 марта 1999 года. Концерн возник в результате слияния двух компаний: Thyssen AG и Friedrich Krupp AG Hoesch-Krupp. ТиссенКрупп является крупнейшим в мире производителем высоколегированной стали, а также металлообрабатывающих станков. Концерн занимает ведущие позиции в мире по производству листовой нержавеющей стали и комплектующих для автопромышленности.

## История
Компания Thyssen была основана Августом Тиссеном в 1891 году. К началу XX века она стала крупнейшим производителем стали в Германии с собственными источниками железной руды во Франции, северной Африке и России. В 1926 году компания с четырьмя другими производителями стали сформировала группу Vereinigten Stahlwerke AG. Нехватка сырья в годы Второй мировой войны привела к падению производства, а после окончания войны оборудование было вывезено, заводы взорваны, группа была разделена на 16 компаний. Производство стали было возобновлено лишь в 1951 году. В 1960-е и 1970-е годы были для August Thyssen-Hütte AG, как называлась в это время компания, периодом наибольшего расцвета, производство стали превосходило 20 млн тонн в год. С начала 1980-х годов сталелитейная отрасль в Европе начала приходить в упадок, Thyssen начала осваивать смежные отрасли, такие как производство комплектующих к автомобилям и железнодорожным вагонам, были куплены несколько компаний в США и других странах.
Компания Krupp была основана Фридрихом Круппом в 1811 году. С 1850-х годов компания начала быстро расти благодаря производству железнодорожных комплектующих и пушек. В начале XX века компания также освоила производство судов (в основном военных), с 1897 года начала выпускать дизельные двигатели. После смерти внука основателя в 1903 году компания была преобразована в акционерное общество Fried. Krupp AG.
Производство оружия в годы Первой мировой войны привели к росту числа рабочих до 168 тысяч (с 40 тысяч в начале века); по окончании войны в компании начался глубокий кризис. Подготовка ко Второй мировой войне вызвала новый расцвет компании, число рабочих к 1942 году достигло 235 тысяч; поражение в войне имело те же последствия, что и для Thyssen.
В 1968 году был создан фонд Alfried Krupp von Bohlen und Halbach Foundation, ставший основным акционером компании.
В 1992 году была поглощена компания Hoesch, что вывело Krupp на второе место в Германии по производству стали.
В 1995 году был куплен итальянский производитель нержавеющей стали Accial Speciali Terni.
С 1997 года начались переговоры о слиянии Thyssen и Krupp; первоначально были объединены подразделения по производству стали. В марте 1999 года две компании были объединены в ThyssenKrupp AG, пятого крупнейшего производителя стали в мире.
В 2007 году ThyssenKrupp предприняла попытку расширить операции в Америку, инвестировав более 3 млрд долларов в строительство металлургического комбината в США (Алабама). В 2013 году он был продан за 1,5 млрд долларов консорциуму из ArcelorMittal и Nippon Steel. Также В 2007 году было начато строительство комбината в Бразилии; он был продан в 2017 году, принеся в сумме около 8 млрд евро убытков.
В сентябре 2017 года ТиссенКрупп и Tata Steel договорились о слиянии своих европейских сталелитейных подразделений. Однако в 2019 году Европейская комиссия заблокировала эту сделку так как сочла, что такое слияние снизило бы конкуренцию и повысило бы цены на различные виды стали.
Из-за слабых финансовых результатов в сентябре 2019 года компания впервые за свою историю была исключена из немецкого фондового индекса DAX, в который входят 30 крупнейших публичных компаний Германии. В феврале 2021 года было продано подразделение по производству лифтов и эскалаторов, приносившее 6,5 млрд выручки в год. В июле 2021 года была продана дочерняя компания по производству оборудования для горнодобывающей отрасли. В следующем месяце было продано инженерное бюро, а в сентябре — завод по производству нержавеющей стали в Италии.

## Деятельность
Основные подразделения по состоянию на 2021 год:
- Материалы — торговля различными материалами, складские и логистические услуги; выручка 12,3 млрд евро, 15,3 тыс. сотрудников.
- Промышленные компоненты — производство деталей для промышленности, таких как подшипники, а также кованых изделий; выручка 2,5 млрд евро, 12,8 тыс. сотрудников.
- Автомобильные технологии — торговля кузовами автомобилей, организация сборки; выручка 4,5 млрд евро, 19,7 тыс. сотрудников.
- Сталь в Европе — производство углеродистой стали для автопромышленности на металлургических комбинатах в Германии (головной завод в Дуйсбурге)[11]; выручка 8,9 млрд евро, 26,3 тыс. сотрудников.
- Морские системы — организация производства морских и подводных судов, морской электроники и систем безопасности (головная верфь в Киле); выручка 2 млрд евро, 6,5 тыс. сотрудников.
- Другая деятельность — строительство предприятий (химических, цементных заводов, горнодобывающих комплексов), производство нержавеющей стали, производство рессор для автомобилей; выручка 5,7 млрд евро, 18,4 тыс. сотрудников.

В финансовом году, закончившимся 30 сентября 2021 года, выручка группы составила 34 млрд евро. Основным регионом деятельности является немецкоязычная Европа (Германия, Австрия, Швейцария, Лихтенштейн), на неё пришлось 11,9 млрд евро выручки, на Западную Европу — 6,4 млрд, на Северную Америку — 5,5 млрд, на Центральную и Восточную Европу — 3,1 млрд, на Китай — 2,2 млрд, на Ближний Восток и Африку — 2 млрд евро.
Объём производства стали на сталелитейных комбинатах группы в 2021 году составил 12,0 млн тонн, что соответствовало 39-му месту в мире.
|                        | 2001  | 2002  | 2003  | 2004  | 2005  | 2006  | 2007  | 2008  | 2009   | 2010  | 2011   | 2012   | 2013   | 2014  | 2015  | 2016  | 2017   | 2018   | 2019   | 2020  | 2021   |
| ---------------------- | ----- | ----- | ----- | ----- | ----- | ----- | ----- | ----- | ------ | ----- | ------ | ------ | ------ | ----- | ----- | ----- | ------ | ------ | ------ | ----- | ------ |
| Оборот                 | 38,01 | 35,93 | 33,49 | 37,30 | 42,93 | 47,13 | 51,72 | 53,43 | 40,56  | 42,62 | 49,09  | 47,05  | 39,78  | 41,21 | 42,78 | 39,26 | 42,97  | 41,53  | 42,00  | 35,44 | 34,02  |
| Чистая прибыль         | 0,665 | 0,215 | 0,552 | 0,904 | 1,079 | 1,704 | 2,190 | 2,276 | -1,873 | 0,927 | -1,783 | -5,042 | -1,576 | 0,195 | 0,268 | 0,261 | -0,591 | -0,012 | -0,260 | 9,592 | -0,025 |
| Активы                 | 34,65 | 31,16 | 30,20 | 31,14 | 36,02 | 36,46 | 38,07 | 41,64 | 41,37  | 43,71 | 43,60  | 38,28  | 35,30  | 36,43 | 35,69 | 35,07 | 35,05  | 34,43  | 36,48  | 36,49 | 36,81  |
| Собственный капитал    | 8,788 | 8,287 | 7,671 | 8,327 | 7,944 | 8,927 | 10,45 | 11,49 | 9,696  | 10,39 | 10,38  | 4,526  | 2,512  | 3,199 | 3,307 | 2,609 | 3,404  | 3,203  | 2,220  | 10,17 | 10,85  |
| Рыночная капитализация |       |       | 5,927 | 8,072 | 8,936 | 13,67 | 22,98 | 10,82 | 12,11  | 12,31 | 9,543  | 8,510  | 9,096  | 11,75 | 8,873 | 12,01 | 15,61  | 13,53  | 7,912  | 2,683 | 5,715  |

Примечания. Данные на 30 сентября каждого года, когда у компании завершается финансовый год.

## Собственники и руководство
Структура собственников (на январь 2020 года):
- 21 % — AKBH Foundation (фонд Альфрида Круппа);
- 15 % — Cevian Capital[англ.] (шведский инвестиционный фонд).

Мартина Мерц (род. 1 марта 1963 года) — председатель совета директоров и главный исполнительный директор с 2019 года.

## Дочерние компании

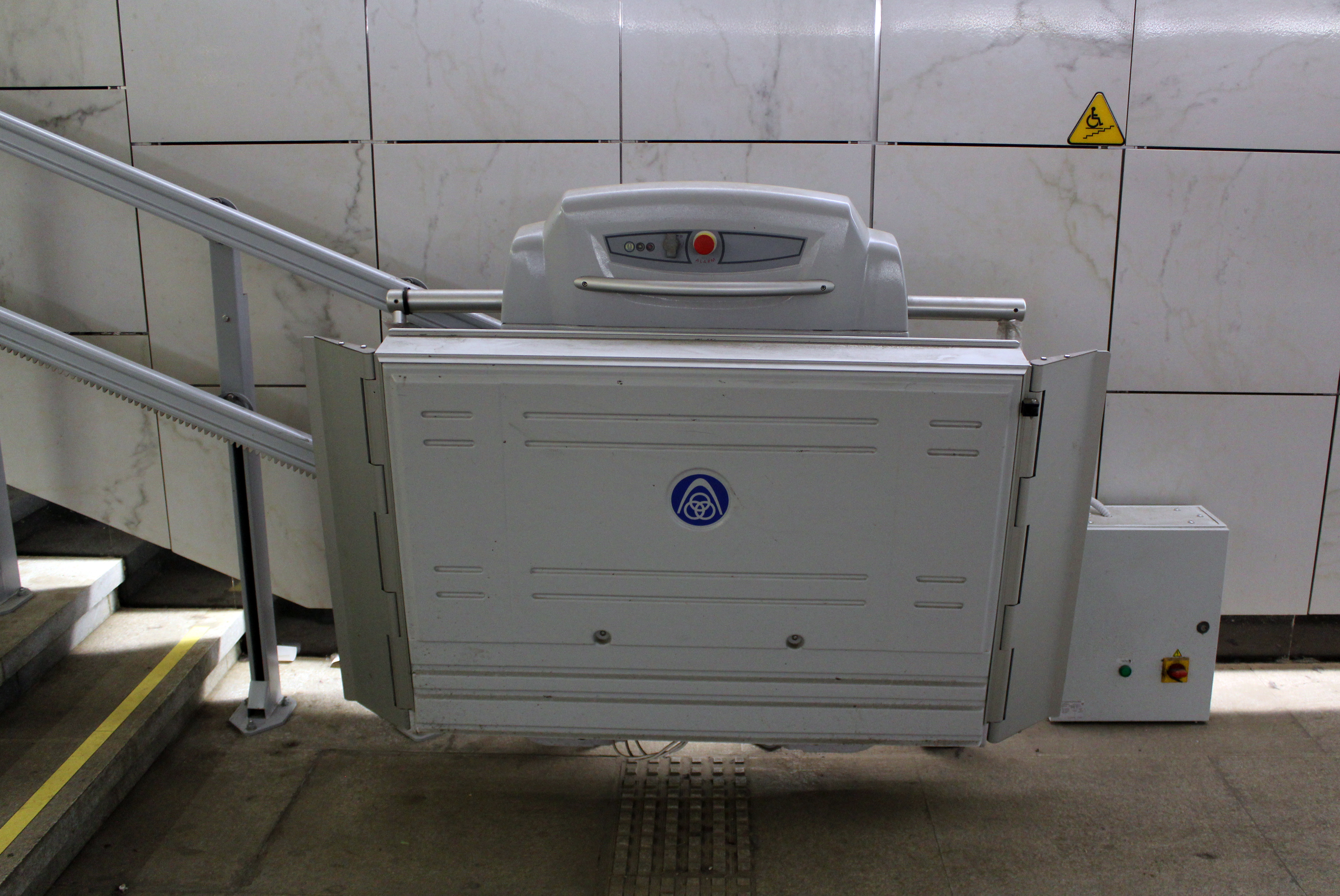
Лифт ThyssenKrupp Elevator для людей с ограниченными возможностями на станции метро Тропарёво в Москве

- ThyssenKrupp System Engineering — предоставление полного спектра услуг в области производства и сборки автомобильных кузовов и КПП, включая соответствующие мероприятия по тестированию для предприятий автомобильной промышленности и поставщиков комплектующих.
- ThyssenKrupp Airport Systems — фирма, имеющая более чем тридцатилетний опыт в производстве пассажирских телетрапов.
- ThyssenKrupp Automotive.
- Berco — крупный производитель ходовых частей гусеничной техники. В составе концерна ThyssenKrupp с 1999 года.
- ThyssenKrupp Bilstein — производитель амортизаторов и стабилизаторов, которые применяются во многих крупнейших автокомпаниях. Фирма основана в 1873 году Августом Бильштайном (под названием AUBI, сокр. от August Bilstein), производством автокомпонентов начинает заниматься с 1927 года, в составе концерна с 1999 года.
- ThyssenKrupp Marine Systems.
  - Blohm + Voss — кораблестроительная фирма.
- ThyssenKrupp Drauz — сварочные автоматы и полуавтоматы, линии для производства кузовов, зажимные и монтажные приспособления, системы загрузки и разгрузки станков и транспортных систем, системы лазерной сварки и лазерной резки, накопители инструментов для обрабатывающих центров, режущий инструмент.
- ThyssenKrupp Elevator — производитель лифтового и эскалаторного оборудования. Фирма представлена в 67 странах и насчитывает около восьмисот отдельных подразделений с численностью персонала в сорок четыре тысячи человек и оборотом в €5,2 млрд (в 2009/2010 финансовом году). Компания предлагает лифты всех типов, эскалаторы, пассажирские конвейеры, оборудования для людей с ограниченными возможностями, телетрапы. В России филиалы компании работают в Москве, Санкт-Петербурге, Сочи, Краснодаре, Екатеринбурге, Новосибирске, Нижнем Новгороде, Казани.
- ThyssenKrupp Fördertechnik.
- ThyssenKrupp Mannex — трубы и аксессуары для труб, катаная сталь, промышленные установки (для металлургических комбинатов), оборудование для строительства морских нефте- и газодобывающих платформ.
- ThyssenKrupp Materials International — торговля металлопрокатом со склада. Штаб-квартира компании находится в Дюссельдорфе. Компания представлена на восемнадцати европейских и многих неевропейских рынках. В России филиалы и сбытовые подразделения компании работают в Москве, Рязани, Смоленске, Санкт-Петербурге, Нижнем Новгороде, Казани, Чебоксарах, Самаре, Екатеринбурге.
- ThyssenKrupp Nirosta — изготовитель нержавеющего проката с обширной программой марок, размеров и исполнений поверхности; работает с 1995 года. Производство фирмы расположено в немецких городах Бохуме, Крефельде, Дюссельдорфе и Дилленбурге. В 2006 году в этой фирме работали 4185 человек, оборот составил €2,503 млрд.[17]
- Nordseewerke — фирма занимается строительством судов с 1903 года.
- Polysius — поставки оборудования для цементной промышленности.
- ThyssenKrupp Industrial Solutions — EPC контрактор для химической, нефтехимической, нефтеперерабатывающей промышленности. Лицензиар многих технологий.
- Rasselstein GmbH — один из крупнейших поставщиков белой жести.
- Rothe Erde — один из крупнейших производителей подшипников качения, бесшовных колец из стали и цветных металлов, а также поворотных кругов и структурных элементов.
- ThyssenKrupp Schulte — торговля металлопрокатом со склада (катаная сталь, нержавеющая сталь, цветные металлы и синтетические материалы). Основана в 1896 году в Дортмунде.
- ThyssenKrupp Stahl Baulemente — концерн по производству элементов строительных конструкций, а также комплексных строительных систем для зданий и помещений различного функционального назначения.
- ThyssenKrupp Steel.
- Uhde — относится к мировым лидерам в строительстве промышленных предприятий, на счету компании более 2000 спроектированных и построенных заводов. Собственные дочерние предприятия фирмы есть в Австралии, Индии, Италии, Испании, Мексике, России, Швейцарии, Южной Африке.
- ThyssenKrupp VDM — производитель металлических материалов с высокими эксплуатационными характеристиками (лист, лента, проволока, прутки, заготовки для труб, поковка из сплавов на основе никеля и специальных нержавеющих сталей, промежуточные заготовки из магнитомягких сплавов, штампованные и гнутые изделия, а также заготовки для чеканки монет).

Компания ThyssenKrupp Drauz GmbH (также как и неупомянутая в списке ThyssenKrupp Krauze GmbH) в начале 2011 года утратила статус юридического лица, вследствие реорганизации в форме слияния с Thyssenkrupp System Engineering GmbH.

## Фотографии

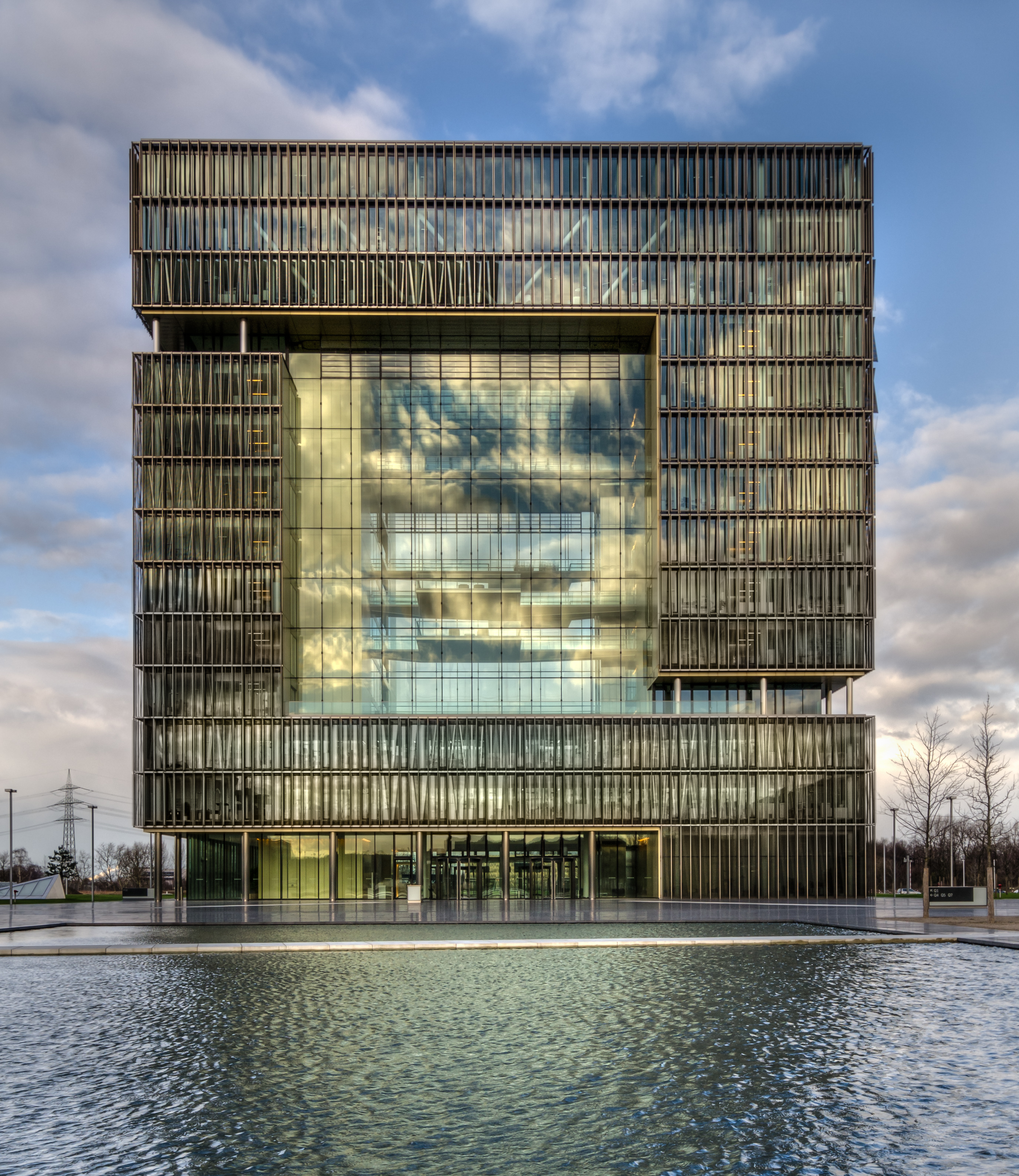
Штаб-квартира в Эссене
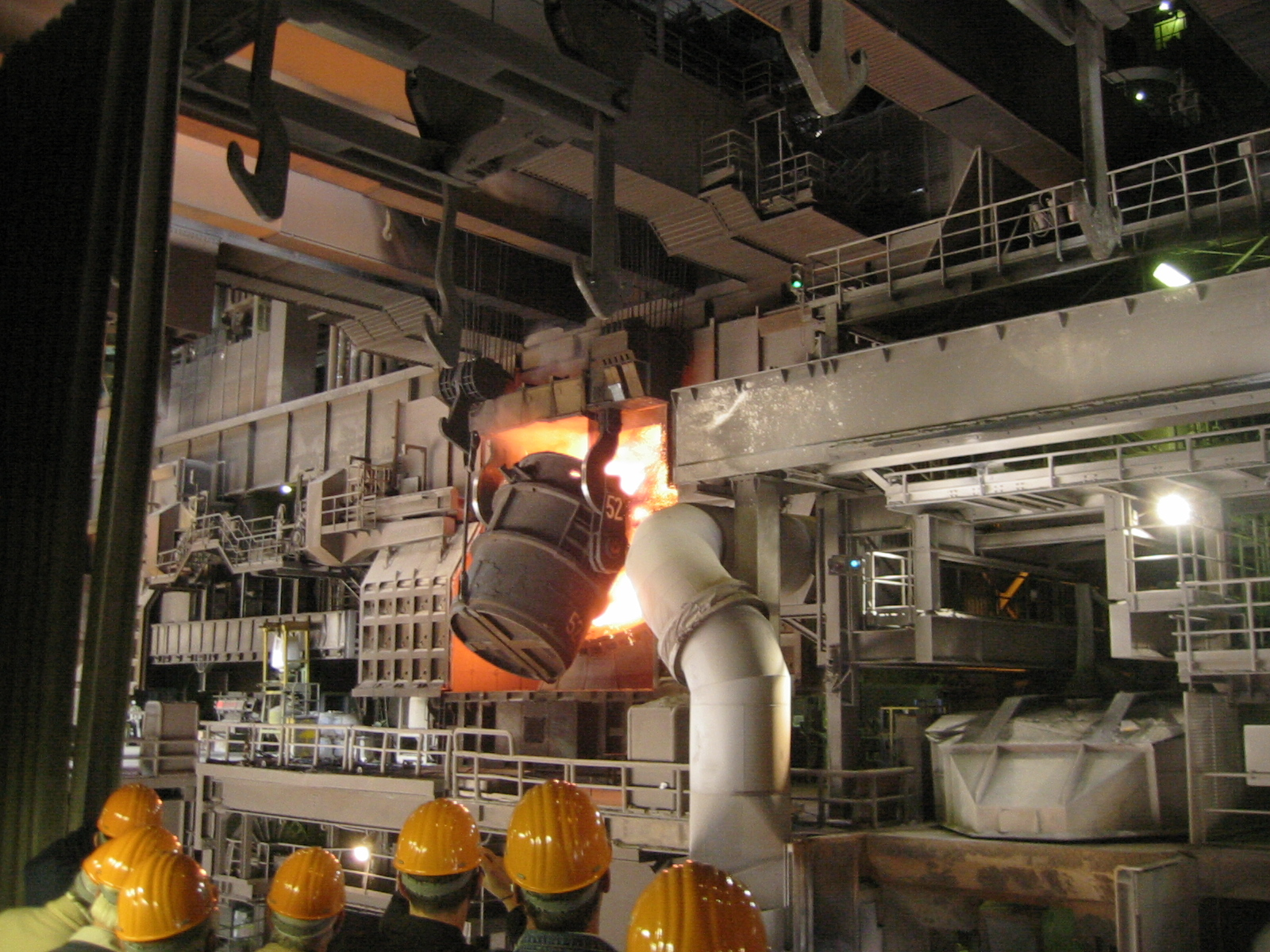
Внутри завода в Дуйсбурге
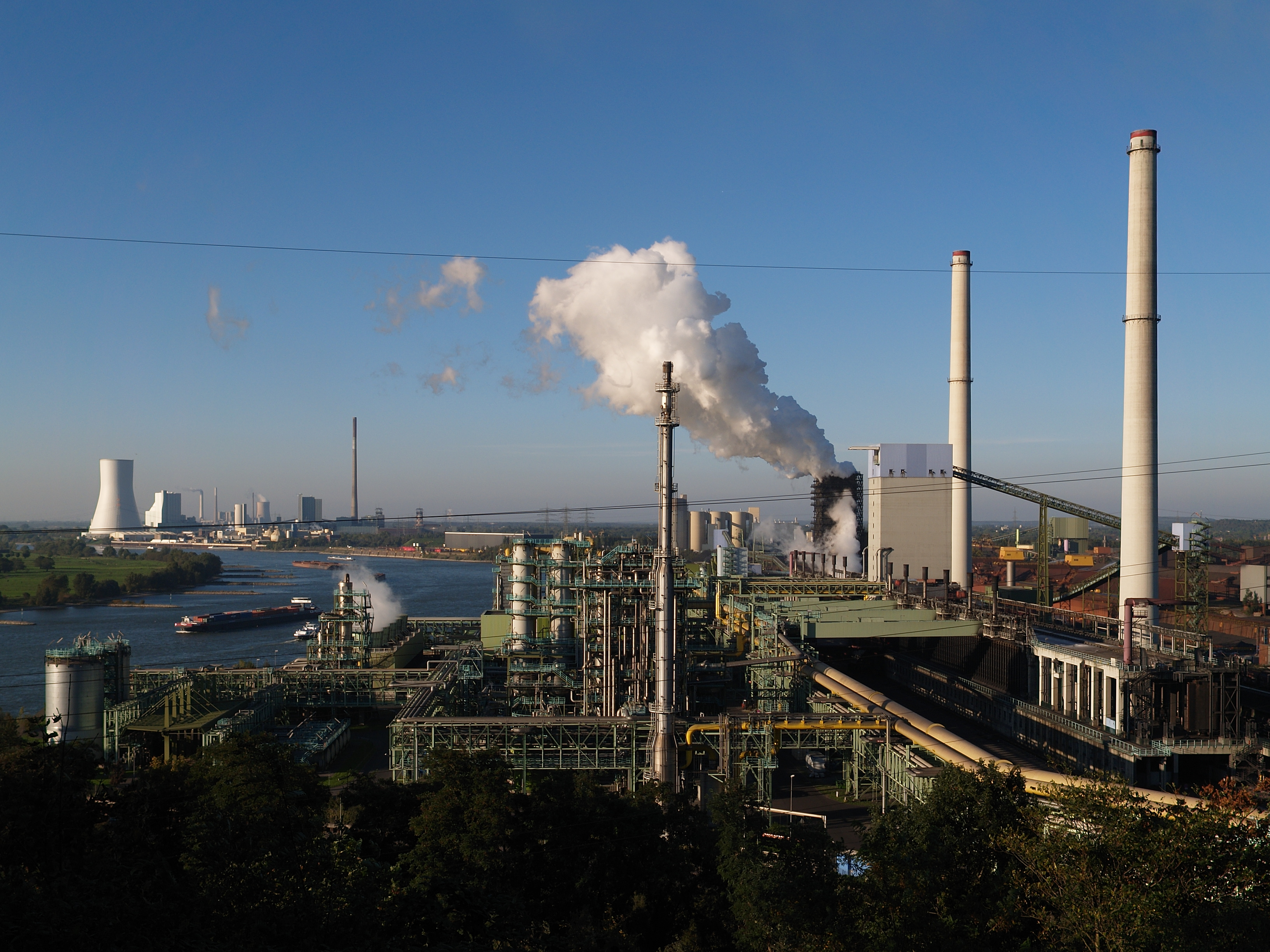
Заводы ТиссенКрупп снаружи